# Apeadero Kilómetro 36 (Tucumán)
Apeadero Kilómetro 36 era un apeadero en la localidad de Juan Bautista Alberdi del departamento Juan Bautista Alberdi, en la provincia de Tucumán, Argentina.

## Servicios
No presta servicios de pasajeros, ni de cargas. Sus vías corresponden al Ramal CC12 del Ferrocarril General Belgrano. 
Se encuentra precedida por el Kilómetro 29 y, le sigue la Villa Alberdi.